# Predrag Jokić
Pour les articles homonymes, voir Jokić.
Predrag Jokić, né le 3 février 1983 à Kotor, est un joueur de water-polo international monténégrin évoluant au club allemand du Waspo Hannover et en équipe nationale du Monténégro.

## Palmarès

### En sélection
| - Serbie-et-Monténégro - Jeux olympiques - Médaille d'argent : 2004. - Championnat du monde - Vainqueur : 2005. - Troisième : 2003. |  | - Monténégro - Championnat du monde - Finaliste : 2013. - Championnat d'Europe : - Vainqueur : 2008. - Finaliste : 2012 et 2016. |